# Viện Hàn lâm Khoa học Hoàng gia Thụy Điển

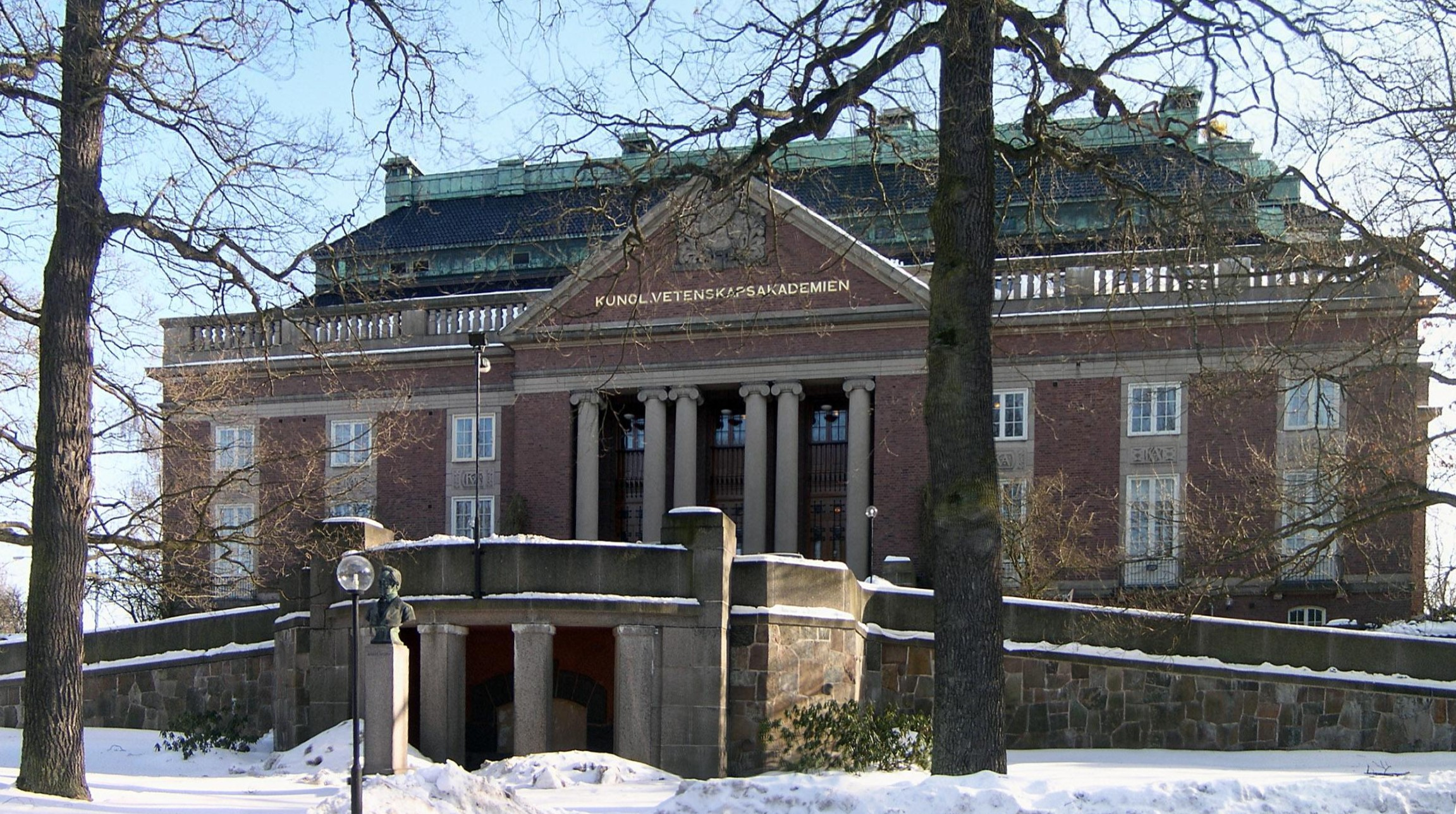
Kungliga Vetenskapsakademien

Viện Hàn lâm Khoa học Hoàng gia Thụy Điển (tiếng Thụy Điển: Kungliga Vetenskapsakademien ("KVA") là một trong các viện Hàn lâm Hoàng gia Thụy Điển. Viện này là một tổ chức khoa học độc lập, phi chính phủ hành động để thúc đẩy các ngành khoa học, chủ yếu là khoa học tự nhiên và toán học.
Viện được thành lập vào ngày 2 tháng 6 năm 1739 bởi nhà tự nhiên học Carl Linnaeus, nhà trọng thương Jonas Alströmer, kỹ sư cơ khí Marten Triewald, công chức, viên chức dân sự Sten Carl Bielke và Carl Wilhelm Cederhielm, và chính trị gia Anders Johan von Höpken.
Mục đích của viện là để tập trung vào kiến thức thực tế hữu ích, và xuất bản ở Thụy Điển để phổ biến rộng rãi những phát hiện của học viện. Viện đã được dự định khác nhau từ các Hội Khoa học Hoàng gia tại Uppsala, đã được thành lập năm 1719 và xuất bản bằng tiếng Latinh. Vị trí gần các hoạt động thương mại tại thủ đô của Thụy Điển (mà không giống như Uppsala đã không có một trường đại học tại thời điểm này) là cố ý. Học viện được mô hình hóa sau khi Hội Hoàng gia London và Academie Royale des Sciences ở Paris, Pháp, mà một số của các thành viên sáng lập đã quen thuộc với.
Ủy ban của Học viện hành động như Ban lựa chọn cho giải thưởng quốc tế:
- Giải Nobel về Vật lý và Hóa học[2]
- Giải Sveriges Riksbank Khoa học kinh tế tưởng nhớ Alfred Nobel[3] (cũng được biết đến với tên Nobel Memorial Prize in Economics)
- Các Giải Crafoord về thiên văn và toán học, khoa học địa chất, khoa học sinh học (với sự nhấn mạnh vào ecology), và polyarthritis (rheumatoid arthritis)[4]
- Giải Rolf Schock về logic và triết học[5]
- Giải Gregori Aminoff về crystallography[6]
- Oskar Klein medal

và các giải quốc gia:
- Các giải Göran Gustafsson cho nghiên cứu khoa học tự nhiên và y khoa
- Giải Söderberg về kinh tế học hay jurisprudence
- Giải Tage Erlander [[vật lý học, hóa học, công nghệ và sinh học
- Các giải Ingvar Lindqvist cho các giáo viên trong các lĩnh vực vật lý, hóa học, sinh học và toán học.